# St. Peter und Paul (Krnov)

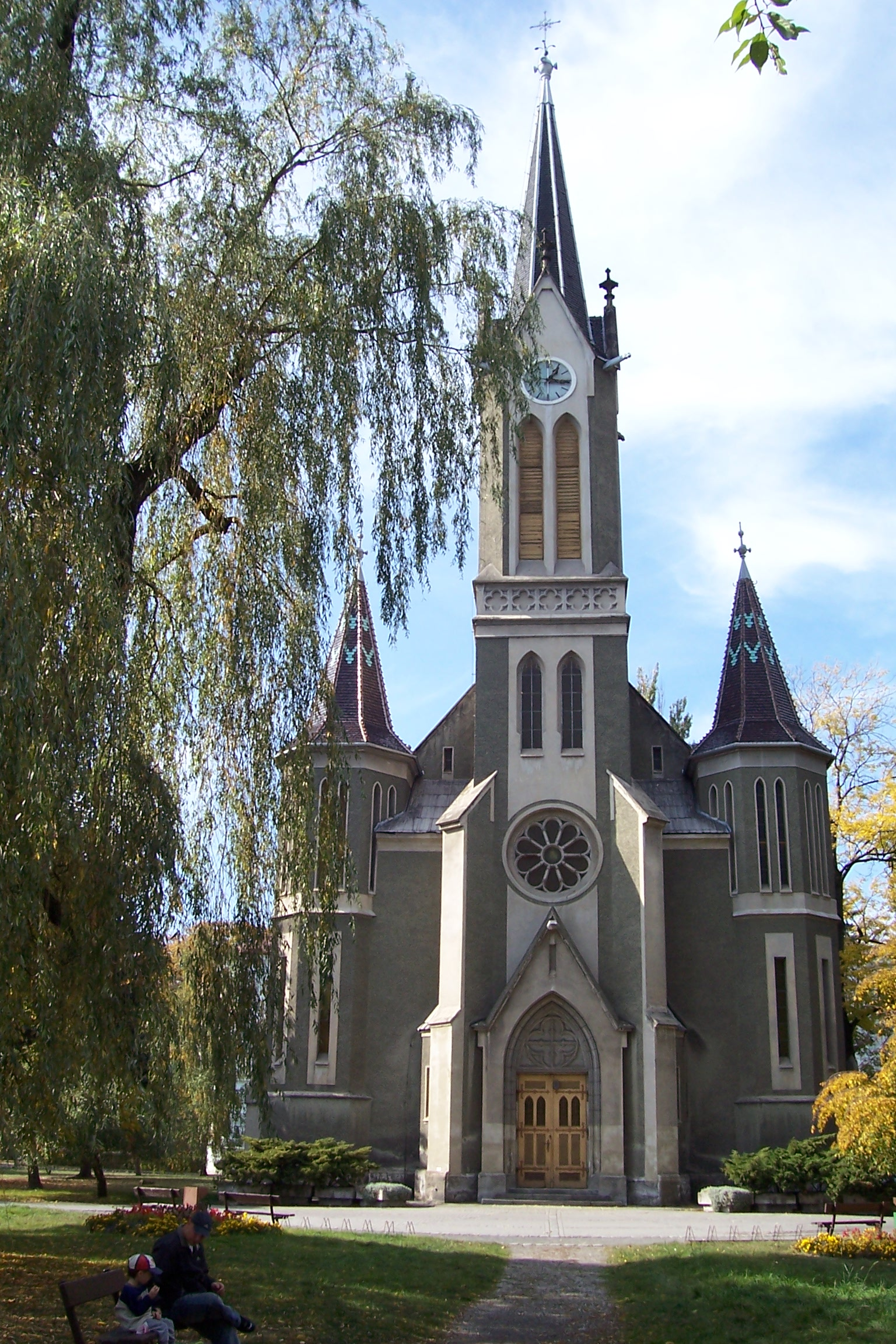
Peter-und-Paul-Kirche Jägerndorf

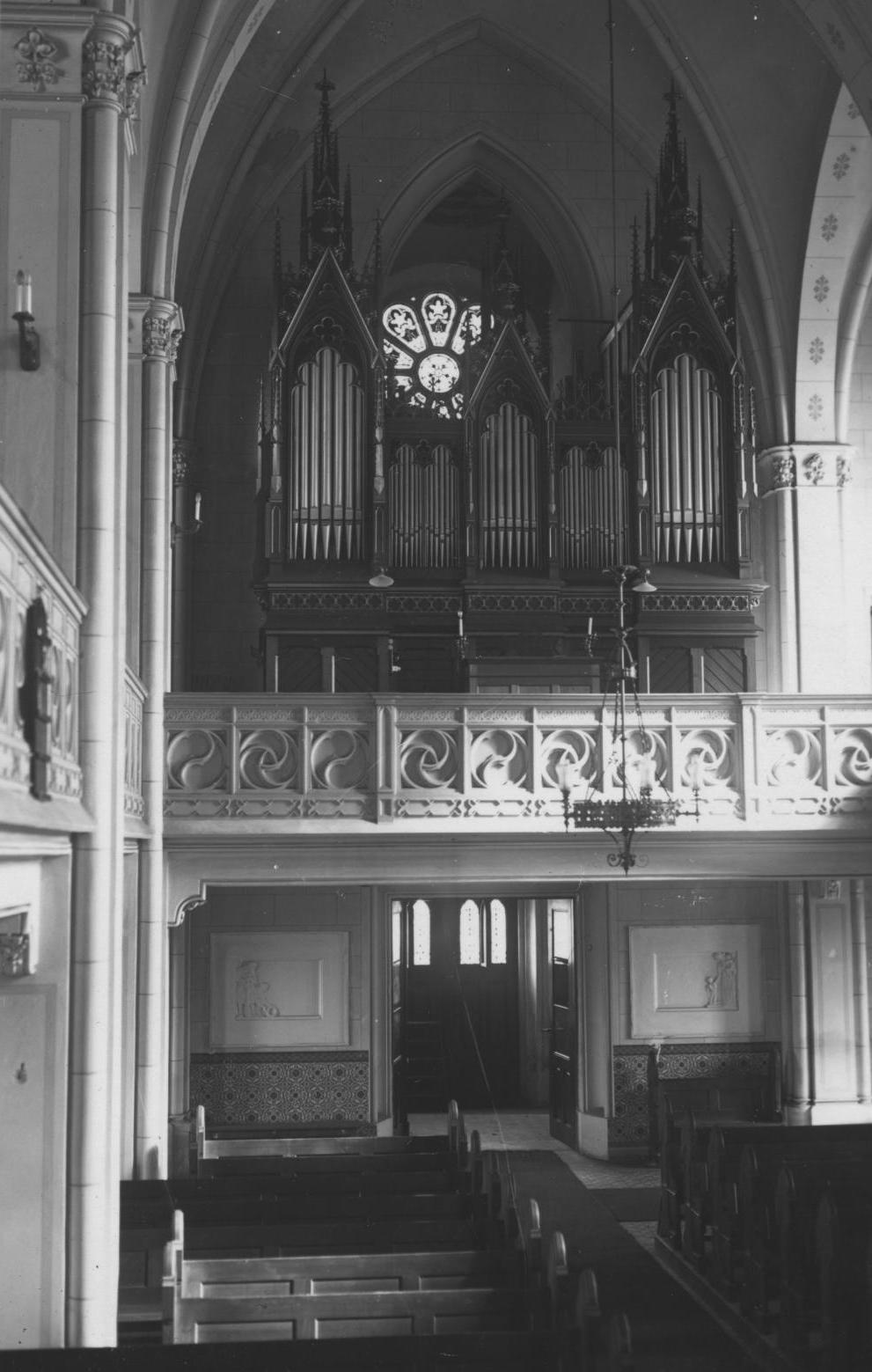
Empore mit Orgelprospekt

St. Peter und Paul ist die evangelische Kirche von Krnov (deutsch Jägerndorf) im Verwaltungsbezirk Bruntál in der Region Mährisch-Schlesien in Tschechien.

## Geschichte
Die 1882 als Filialgemeinde der Evangelischen Kirche Troppau gegründete evangelische Gemeinde Jägerndorf erwarb 1901 vom Fürsten Alfred von und zu Liechtenstein den Baugrund für einen eigenen Kirchenbau, zu dem am 28. Juni 1901 der Grundstein gelegt wurde. Die Planung übernahm der örtliche Architekt Franz Blasch (1878–1915) in Zusammenarbeit mit Ernst Latzel (1844–1910), die Einweihung der Kirche fand am 29. Juni 1903, am Fest von Peter und Paul, statt. Nach dem Zweiten Weltkrieg diente die Kirche zunächst bis 1961 der  Tschechoslowakischen Hussitischen Kirche, seither der Evangelischen Kirche der Böhmischen Brüder. 1975 bis 1978 wurde die Kirche wiederhergestellt, aber beim Oderhochwasser 1997 beschädigt.

## Architektur
Die Jägerndorfer Kirche wurde als dreischiffige neugotische Hallenkirche mit polygonalem Chorschluss und vorgesetztem Fassadenturm errichtet. Der Kirchenraum ist kreuzrippengewölbt, die Seitenschiffe enthalten Emporen, die über seitliche Treppentürme erschlossen sind.
Bei ihrer Fertigstellung erhielt die Kirche eine von der von Franz Rieger in Jägerndorf begründeten Firma Rieger Orgelbau gebaute Orgel mit neugotischem Prospekt, ausgestattet mit 22 Registern, zwei Manualen und Pedal. Das Geläut bestand aus drei Bronzeglocken, die während des Ersten Weltkriegs beschlagnahmt und 1923 ersetzt wurden, von denen wiederum die kleinste im Turm verblieb.